# Llansamlet
Llansamlet est une communauté de la cité et comté de Swansea, au pays de Galles.

## Géographie
La banlieue de Llansamlet est située à 6 km au nord-est du centre-ville de Swansea, le long de l'autoroute M4.

## Démographie
Au recensement de 2011, la communauté de Llansamlet comptait 7 041 habitants.